# دومينغوس مونتانير

دومينغوس مونتانير.

دومينغوس مونتانير (بالبرتغالية: Domingos Montagner‏) (26 فبراير 1962 - 15 سبتمبر 2016) كان ممثل وكاتب مسرحي ورجل أعمال برازيلي.

## وفاته
توفي النجم البرازيلي دومينغوس مونتانير في 15 سبتمبر 2016 في سان فرانسيسكو في البرازيل عن عمر ناهز 54 عاماً، إثر غرقه خلال تصوير أحد مشاهد مسلسله الجديد.

## روابط خارجية
- دومينغوس مونتانير على موقع IMDb (الإنجليزية)
- دومينغوس مونتانير على موقع قاعدة بيانات الفيلم (الإنجليزية)